# Problém měnitelné plošné jednotky
Problém měnitelné plošné jednotky (MAUP) je zdrojem statistických tendencí, které mohou významně ovlivnit výsledky testování statistických hypotéz. Výsledky jsou ovlivněny v případě, kdy jsou bodově založená měření prostorových jevů (např. hustota obyvatel) shluhovány do okresů. Výsledné souhrnné hodnoty (např. součty, míry, poměry) jsou ovlivněny výběrem hranic okresů. Například data ze sčítání lidu mohou být shrnuta do výčtu okresů pro sčítání obyvatel, oblastí dle poštovních směrovacích čísel, policejních okrsků nebo jakýchkoliv jiných prostorových dělení („plošné jednotky“ jsou tedy „měnitelné“).
Tento problém byl objeven v roce 1934 a následně detailně popsán Stanem Openshawem, který poukazoval na fakt, že „plošné jednotky (zonální objekty), používané v mnoha geografických studiích, jsou náhodné, měnitelné a jsou předmětem rozmaru a představ osoby, která shrnutí provedla.“